# Feliks Tychowski
Feliks Tychowski (ur. 6 marca 1910 w Wiedniu, zm. 27 listopada 1977 w Poznaniu) – polski inżynier metalurg, wykładowca i profesor Politechniki Poznańskiej. Kierownik Katedry Technologii Materiałów Lotniczych na Politechnice Wrocławskiej 1953-1956, organizator i pierwszy dyrektor Instytutu Obróbki Plastycznej w Poznaniu, wchodzącego w skład Sieci Badawczej Łukasiewicz.

## Życiorys
Był synem Eugeniusza, doktora prawa, i Marii z Flegów. Ukończył szkołę średnią w Cieszynie i zdał maturę w 1928. W 1933 ukończył studia w Akademii Górniczo-Hutniczej im. Stanisława Staszica w Krakowie, otrzymując dyplom inżyniera metalurga. Po studiach pracował w Hucie Florian należącej do koncernu górniczo-hutniczego Wspólnota Interesów Górniczo-Hutniczych w Świętochłowicach, następnie od 1934 do wybuchu II wojny światowej w Centralnym Zakładzie Badawczym w Chorzowie-Batorym.
W 1937 ożenił się z Marią z Napierałów, miał z nią pięcioro dzieci: Krzysztofa, Stefana, Barbarę, Wandę i Adama. 
Podczas wojny (1940) został wywieziony do pracy przymusowej w Grusonwerk w Magdeburgu, po dwóch latach osiadł na Śląsku Cieszyńskim. Był tam między innymi kierownikiem szkoły przy Zakładach Brevillier i Urban. 
W 1945 przeniósł się do Poznania, gdzie przez trzy lata pracował w Zakładach im. Hipolita Cegielskiego. Później był także związany z miejscową Szkołą Inżynierską. 
Zmarł 27 listopada 1977 w następstwie obrażeń odniesionych po potrąceniu przez samochód. Spoczywa wraz z żoną Marią (1909–1981), synem Stefanem (1938–1978) i córką Wandą (zm. 1991) w grobie rodziny Tychowskich na cmentarzu Junikowo (pole 5, miejsce 4). 

## Ordery i odznaczenia
- Złoty Krzyż Zasługi (29 września 1955)[4]
- Medal 10-lecia Polski Ludowej (24 lutego 1955)[5]

## Nagrody
- Nagroda Państwowa II stopnia (zespołowa) za wprowadzenie przewodów stalowo-aluminiowych do sieci trakcyjnych (1955)[6]